# Вера Кузмина
Вера Кузмина е руска и съветска театрална и филмова актриса и майсторка на художественото изразяване (четец). Удостоена е със званието Народна артистка на СССР през 1980 г. и званието „почетен гражданин“ на Чувашката република през 2003 г.

## Биография и творчество
Вера Кузминична Кузмина е родена на 16 ноември 1923 г. в Яншихово-Норваши, Цивилски район, Чувашка автономна област, РСФСР, СССР. По време на Великата отечествена война в периода 1941 – 1943 г. работи в дърводобива близо до Смоленск, Московска област. Следва в Държавния институт за театрално изкуство „Луначарски“ (сега Руски институт за театрално изкуство) в Москва. Първият ѝ учител е актьорът на Московския художествен театър М. М. Тарханов.
След дипломирането си, от 1947 г. работи в Чувашкия академичен драматичен театър „К. В. Иванов“ в Чебоксари. Тя е водеща актриса на театъра и е изиграла повече от 100 роли на сцената. За повече от 60 години работа в театъра тя се въплъщава в образи на руската и чуждестранна класика, както и в произведения на националната чувашка литература и драма. Сред женските ѝ роли се открояват образите на майките в спектаклите: „Черен хляб“ от Николай Илбеков, „Кървава сватба“ от Федерико Гарсия Лорка, „Сибирска дивизия“ и „Кукувицата готви всичко“ от Николай Терентев, „Нарспи“ от Константин Иванов, „Айдар“ на Пьотър Осипов, „Къпини покрай оградата“ на Борис Чиндиков и много други.
Тя работи и в радиото, където чете стихове, разкази и новели. Участва в радио и телевизионни продукции. Художественият ѝ прочит е пример за чувашка сценична реч. От 1952 г. участва в дублажа на повече от 300 филма на чувашки език. В продържение на няколко години е председател на чувашкия клон на Съветската фондация за култура.
За театралната ѝ дейност е обявена през 1980 г. за народен артист на СССР. През 1991 г. е удостоена с Държавната награда на Чувашката автономна съветска социалистическа република. За нейната работа през 1994 г. е заснет документалният филм „Кръговратът на времето“. През 2003 г. е обявена за „почетен гражданин“ на Чувашката република, а през 2018 г. получава Руската национална театрална награда „Златна маска“.
Вера Кузмина умира след дълго боледуване на 22 октомври 2021 г. в Чебоксари, Чувашка република, Русия.